# MedlinePlus
MedlinePlus avec MedlinePlus Medical Encyclopedia, est un réseau de site web contenant des informations de santé provenant de la plus grande bibliothèque médicale au monde, la United States National Library of Medicine, en coopération avec le National Institutes of Health.
Ce site contient également un dictionnaire médical en ligne, un index de médicaments et des nouvelles liées à la médecine.

Il n'y a pas de publicité sur le site et MedlinePlus se veut indépendante de toutes entreprises commerciales.